# Multiface
Multiface bylo periferní zařízení, které v 80. letech 20. století vyráběla společnost Romantic Robot pro různé značky domácích počítačů. Zařízení umělo zastavit právě spuštěný program a monitorovat paměť. Umožňovalo také uložit aktuální obsah paměti na médium. Mělo více možností než podobným způsobem zaměřené zařízení ZX Interface III. Existovala varianta zařízení rozšířená o interface pro tiskárnu nazvaná Multiprint, která ale neuměla ukládat data na disk.
Jako Multiface bylo označované také zařízení Multi-Function Interface.

## Varianty zařízení

### Multiface One

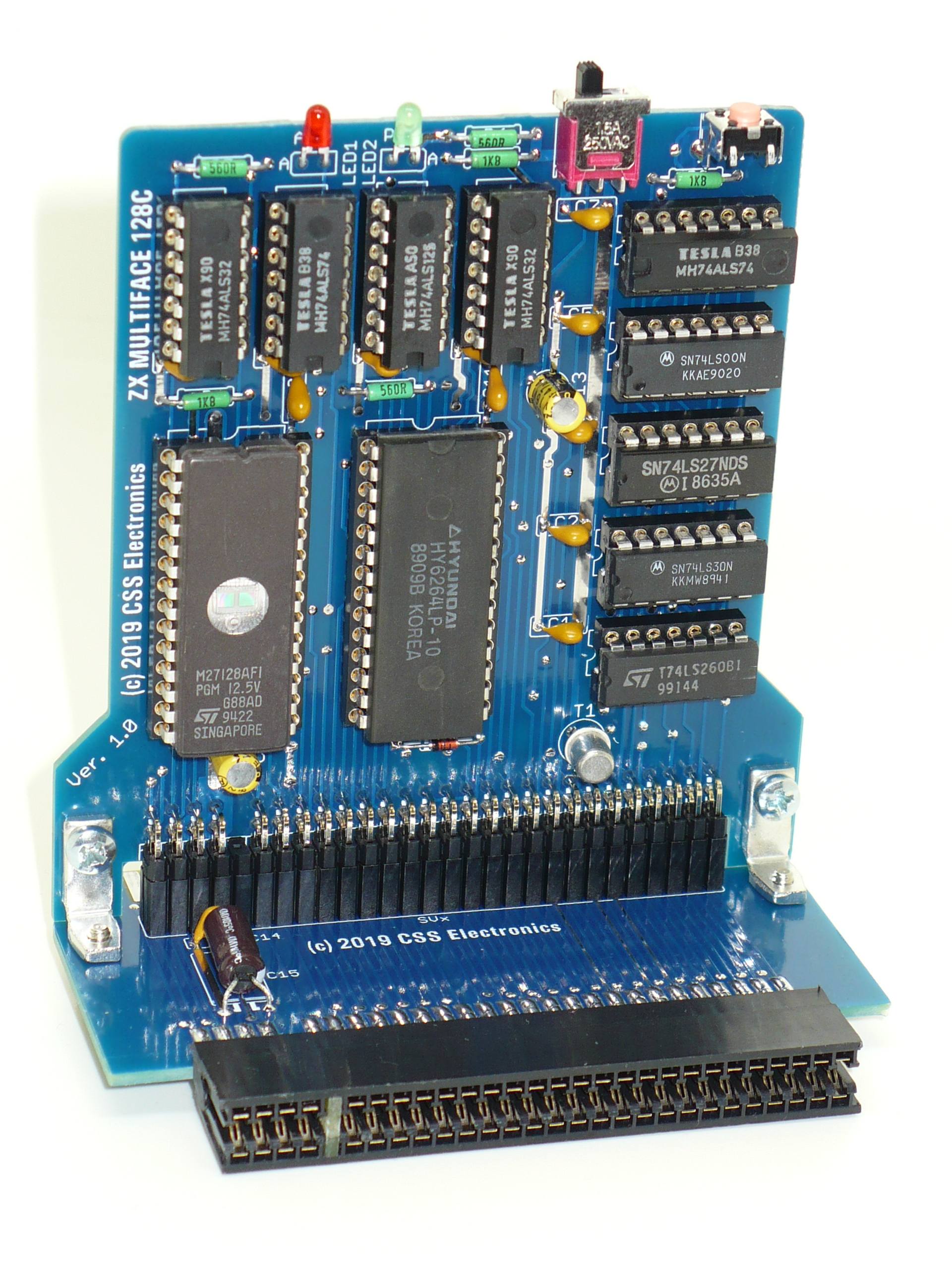
Česká verze Multiface 128

Multiface One je určené pro počítače řady Sinclair ZX Spectrum. Umožňuje ukládat data na disketové mechaniky pomocí řadičů Opus Discovery a Beta Disk Interface, na zařízení ZX Microdrive a na Wafadrive. Existuje speciální verze Multiface One využívající disketový řadič Kempston Disc Interface. Součástí Multiface One je interface pro Kempston joystick.
První verze Multiface nemá možnost tisku na tiskárnu a automatického spouštění programů nahraných do paměti RAM. Umožňuje pouze měnit obsah paměti pomocí příkazu POKE. Pro rozhodování, zda má být program spuštěn s přerušovacím módem procesoru IM1 nebo IM2 používání porovnání obsahu registru I s hodnotou 3F šestnáctkově. Soubory ukládané na disk jsou pro ušetření místa ukládány v komprimované podobě.

### Multiface Two
Multiface Two je určené pro počítače řady Amstrad CPC. Paměť zařízení Multiface se připojuje do oblasti od 0 do 16383 místo vnitřní paměti RAM nebo ROM počítače. Protože obsah paměti nebylo možné znovu nahrát do paměti počítače a spustit bez připojeného zařízení Multiface Two, vznikl program Anti-Multiface, pomocí kterého bylo možné převést uložený obsah paměti na samostatný program.

### Multiface 128
Jedná se rozšířenou variantu Multiface určenou pro počítače ZX Spectrum 128K+/+2. Pokud je současně připojen Interface I, Multiface 128 se připojuje na jeho výstupní systémový konektor, v případě, že je k počítači připojen některý z řadičů Opus Discovery, Disciple nebo Beta Disk Interface, připojuje se Multiface 128 mezi počítač a připojený řadič.

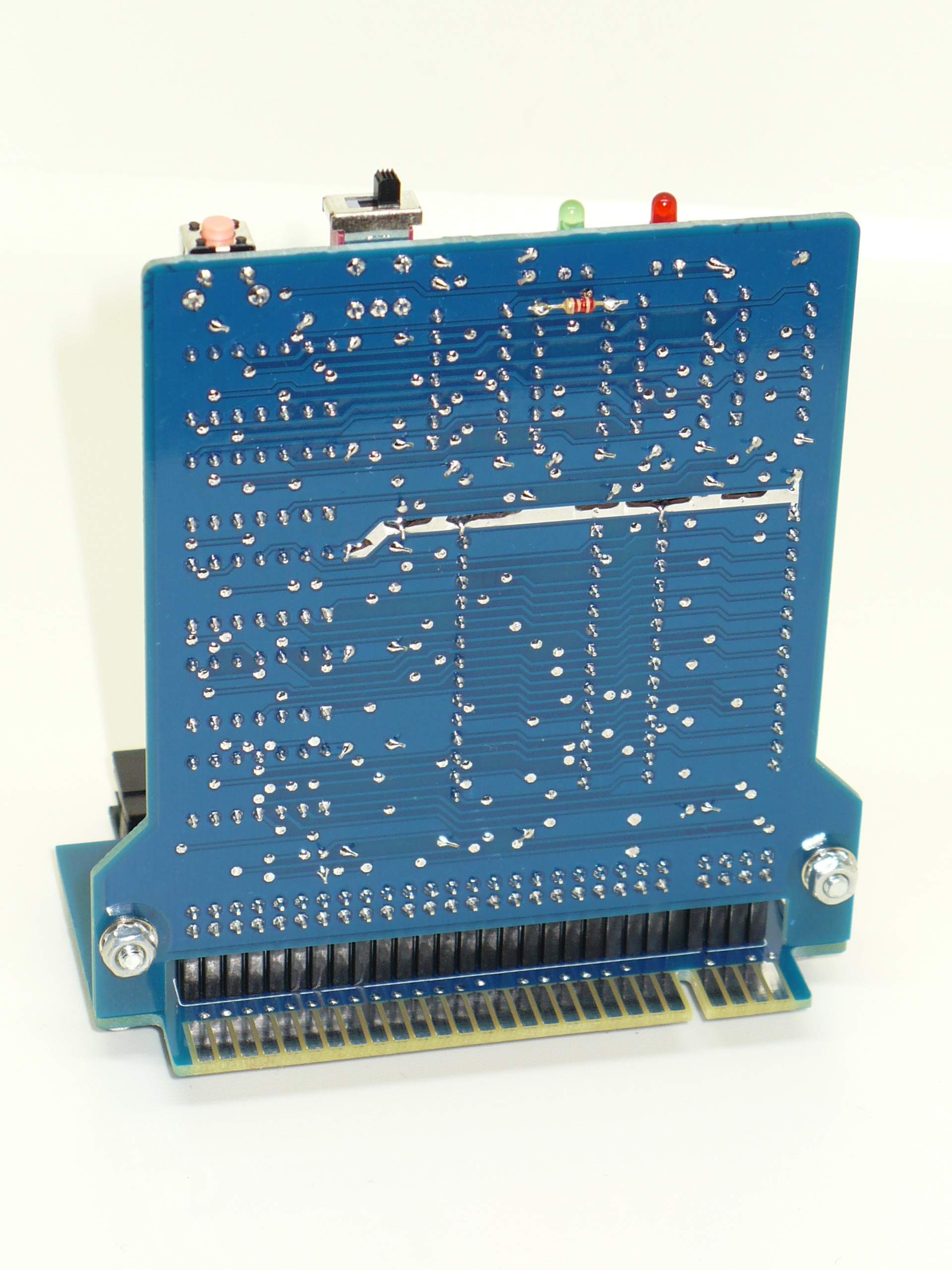
Česká verze Multiface 128

Existují dvě varianty Multiface 128 z pohledu připojování a odpojování paměti Multiface. Starší varianta používá porty 159 a 31 a novější varianta používá porty 191 a 63. Ke změně portů došlo, protože porty používané u starší verze kolidovaly s porty používané u disketového řadiče Disciple. Multiface 128 neobsahuje interface pro Kempston joystick.

### Multiface +3
Multiface +3 je varianta zařízení Multiface určená pro počítače ZX Spectrum +2A/+3. Zařízení umožňuje přístup k +3DOSu. Podporovány jsou tiskárny připojené pomocí vestavěných interfaců v těchto počítačích.

### Multiprint
Multiprint je varianta Multiface 128 rozšířená o interface pro připojení tiskárny. Zařízení není kompatibilní s počítači ZX Spectrum +2A/+3. Podporuje tisk z Basicu pomocí příkazů LPRINT, LLIST a COPY. Zařízení umožňuje změnit parametry tisku bez nutnosti resetu počítače. Pomocí speciálně formátovaných příkazů REM je možné nastavovat okraje tisku a překlad ASCII kódů nad 127 na klíčová slova Sinclair BASICu.

### Multiface ST
Multiface ST je zařízení Multiface určené pro počítače Atari ST.

## Technické informace
- paměť ROM: 8 KiB,
- paměť RAM: 8 KiB.

### Používané porty
Zařízení Multiface používají porty pouze pro stránkování paměti. Varianty Multiface pro počítače ZX Spectrum stránkují paměť při čtení z jimi používaných portů.
| desítkově | šestnáctkově | význam                                                                  |
| 159       | 9F           | připojení paměti Multiface (Multiface One a starší verze Multiface 128) |
| 31        | 1F           | odpojení paměti Multiface (Multiface One a starší verze Multiface 128)  |
| 191       | BF           | připojení paměti Multiface (novější verze Multiface 128)                |
| 63        | 3F           | odpojení paměti Multiface (novější verze Multiface 128)                 |
| 63        | 3F           | připojení paměti Multiface (Multiface +3)                               |
| 191       | BF           | odpojení paměti Multiface (Multiface +3)                                |
| 187       | BB           | připojení paměti Multiprint                                             |
| 191       | BF           | odpojení paměti Multiprint                                              |
| 65256     | FEE8         | připojení paměti Multiface Two                                          |
| 65258     | FEEA         | odpojení paměti Multiface Two                                           |